# Bryant-Denny Stadium
Le Bryant-Denny Stadium est un stade de football américain situé à Tuscaloosa dans l'Alabama. C'est l'enceinte utilisée par les Alabama Crimson Tide. Ce stade qui offre une capacité de 101 821 places est la propriété de l'Université de l'Alabama.

## Histoire
Le stade fut inauguré en 1929 sous le nom de « George Hutchenson Denny Stadium » et fut rebaptisé « Bryant-Denny Stadium » en 1975. À ses débuts, l'enceinte ne comprend que 12 000 places. Cette capacité passe à 18 000 en 1937, 25 000 en 1950, 43 000 en 1961, 60 000 en 1966, 70 123 en 1988 et 83 818 en 1998. À l'automne 2006, la capacité est portée à 92 138 à la suite d'une nouvelle phase d'agrandissement.
Avant cette ultime modification, le record d'affluence était de 92 138 spectateurs enregistrés le 2 septembre 2006 face aux Hawaii Rainbow Warriors. Enfin, en 2010 une dernière extension porte le stade à 101 821 places, ce qui en fait un des plus grands stades du monde.